# Abderraouf El Basti
Abderraouf El Basti (arabe : عبد الرؤوف الباسطي), né le 19 août 1947 à Tunis, est un homme politique et diplomate tunisien.

## Biographie
Ancien élève du Collège Sadiki, El Basti est titulaire d'une maîtrise universitaire en langue et littérature arabes et d'un certificat complémentaire en littératures étrangères de la faculté des lettres et des sciences humaines de Tunis.
Il commence sa carrière professionnelle en 1970 en tant que professeur dans les écoles normales et au Centre d'art dramatique de Tunis. En 1973, il devient directeur d'études au sein de ce dernier et retrouve alors d'anciens camarades, tels que Mohamed Driss, actuel directeur du Théâtre national tunisien, Raja Farhat, homme de culture, ou l'écrivain Tahar Guiga. Alors qu'il dirige le Festival international d'Hammamet en 1977, il programme en ouverture de ce festival L'Instruction, pièce de théâtre engagée de la troupe du Nouveau Théâtre. En 1978, il dirige le Festival international de Carthage et fait venir pour la première fois le chanteur égyptien Sayed Mekawi.

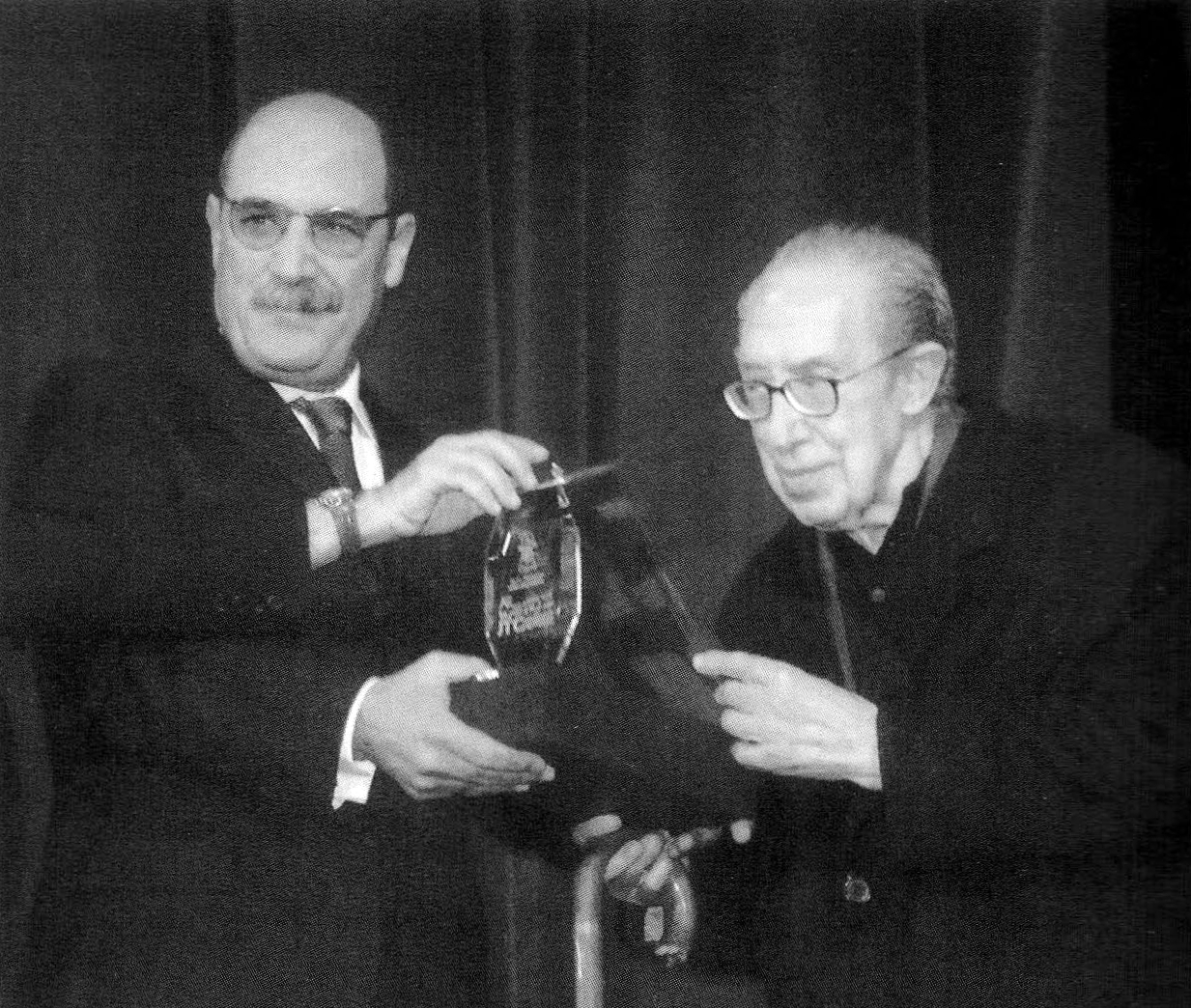
El Basti remettant une récompense à Taoufik Boughedir.

Il est alors nommé directeur de la Établissement de la radiodiffusion-télévision tunisienne de 1979 à 1981. Il occupe par la suite le poste de directeur des programmes à l'Union des radios arabes (Asbu), organe de coordination des médias officiels des pays de la Ligue arabe. Directeur général de l'Asbu de 1989 à 1998, il est confirmé à deux reprises à ce poste. De 1999 à 2000, il sert comme ambassadeur de Tunisie au Liban et, dès son retour en Tunisie, se voit nommé à président de l'Établissement de la radiodiffusion-télévision tunisienne, position qu'il occupe jusqu'en 2002. Commence alors une traversée du désert pour El Basti où il va « pour une fois, [s'adonner] entièrement à ce qu'il aimait le plus : écrire pour le théâtre », en adaptant pour le théâtre un texte d'Al-Jahiz, Al-Tarbi wat Tadwir, mis en scène par Ezzedine Madani.
Il est plus tard nommé ambassadeur de Tunisie en Jordanie où il améliore sa connaissance des dossiers du Moyen-Orient. En 2007, il devient secrétaire d'État auprès du ministre des Affaires étrangères chargé des affaires maghrébines, arabes et africaines. Lors du remaniement ministériel du 29 août 2008, il est nommé ministre de la Culture et de la Sauvegarde du patrimoine, poste qu'il occupe jusqu'à la chute du président Zine el-Abidine Ben Ali lors de la révolution tunisienne.
Il est l'auteur de plusieurs ouvrages sur la culture, l'information et la communication et a également participé à de nombreuses conférences et rencontres internationales.
Il est marié et père de quatre enfants dont le chanteur Jawhar.

## Distinctions
- Officier de l'ordre de la République[2]
- Titulaire des insignes de l'ordre du Mérite national, au titre du secteur culturel[2]